# آبشار کانانگرا
آبشار کانانگرا (به انگلیسی: Kanangra Falls) آبشاری است که در استرالیا واقع شده و ارتفاع کلی ریزشگاه آن ۲۲۵ متر (۷۳۸ فوت) است.